# 뎅겔레주

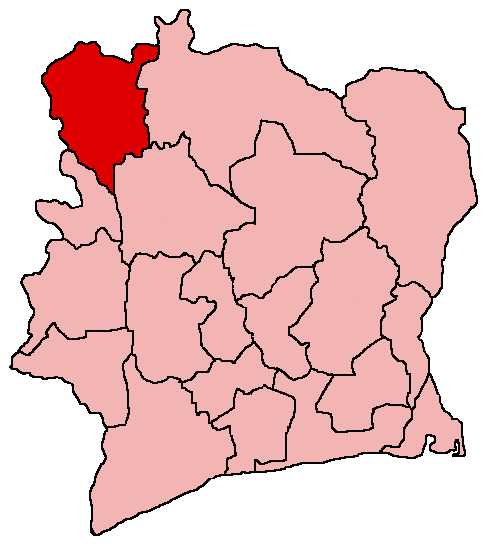
뎅겔레주

뎅겔레주(프랑스어: Denguélé)는 코트디부아르에 존재했던 행정 구역이다. 주도는 오디에네였다. 면적은 20,600km2, 인구는 2002년 기준 277,000명이었다. 3개의 하위 행정 구역(오디에네, 마디나니, 미니냥)을 관할했다.